# Arkanoid
L'Arkanoid és un videojoc del gènere breakout o de "destruir maons". Creat en 1986 per l'empresa Taito Corporation, es basa en una nau que llença una bola, la qual va rebotant com si fos un frontó per les parets de la pantalla, destruint al seu pas uns maons. Alguns d'ells contenen uns bonus especials que augmenten la jugabilitat, com augmentar la mida de la nau, fer que la bola reboti més lenta o destruir massivament els maons com si es tractés d'una pistola. L'èxit del joc fou enorme, fins al punt que inaugurà una saga. Millorava les prestacions dels jocs pioners d'Atari en aquest gènere. L'habilitat i la coordinació són les qualitats necessàries per vèncer en aquest joc i superar les 33 pantalles fins a derrotar el monstre final.

## Desenvolupament o sistema de joc
El jugador controla una menuda plataforma, coneguda com a "Nau Espacial Vaus", que impedeix que una bola isca de la zona de joc, fent-la rebotar. En la part superior hi ha "rajoles" o "blocs", que desapareixen en ser tocats per la bola.
Quan no queda cap rajola, el jugador passa al següent nivell, on apareix altre patró de blocs. Existeixen diferents variacions (rajoles que cal copejar diverses vegades perquè desapareguen, naus enemigues, etc.) i càpsules que milloren a la Vaus (expandint-la, equipant-la amb un canó làser, passant directament al següent nivell, o augmentant el nombre de boles) Tots els nivells són veritablement colorits i tenen el seu propi estil. Existeixen menudes figures que pots copejar per alguns punts i fins i tot són diferents per cada nivell. Tens 3 naus al principi, i després que les perds totes, has de començar de nou des de l'inici.
En la pantalla nombre 33, l'últim nivell, el jugador s'enfronta al principal enemic del joc, Doh. Una vegada que el jugador arriba a aquest nivell, ha de vèncer a Doh amb el nombre de Vauses que tinga en reserva, si no, el joc acaba i el jugador ha perdut.

## Història
A causa de la popularitat del joc, quatre versions es van desenvolupar per al mercat de les màquines arcade: Arkanoid, Tournament Arkanoid i Revenge of Doh (Arkanoid II), ambdues en 1987, i Arkanoid Returns en 1997.
La majoria de computadors de 8 bits (ZX Spectrum, Amstrad CPC 464, Commodore 64, MSX, Atari 8-bit, Apple II…) eren molt populars en Europa en els 80. Un port de consola en la NES també era popular, de manera que el joc va ser portat per a computadores de 16 bits com Commodore Amiga, Atari ST, Apple IIGS o IBM-PC. Es va desenvolupar un port pel TRS-80 en 1989.
Una versió per a SNES, dita Arkanoid: Doh it Again, es va llançar en 1997. Arkanoid Returns i la seua seqüela, Arkanoid Returns 2000, es llançà en Japó per a PlayStation. Les versions de 16 bits tenien exactament els mateixos gràfics que el joc original. La conversió de Arkanoid per a Commodore 64 és coneguda per ser el primer joc per a aquest sistema que incloïa música que usava samples digitalitzats (compostos per Martin Galway).
Els controls usats difereixen entre les màquines, i algunes conversions permetien múltiples mètodes de control. Els dos mètodes bàsics de control eren digital i analògic. Els controls digitals (molts maneta de jocs i teclats) són considerats menys convenients que els analògics (com ratolins i ratolins de bola): mentre que els digitals limiten al jugador a una única velocitat, els analògics permeten moure la Vaus quasi a qualsevol velocitat desitjada a través de la pantalla.
La versió de Arkanoid per a NES era inicialment empaquetada amb el qual es considera un dels comandaments menys comuns d'aquesta consola: el Vaus Controller, un menut comandament amb un únic botó, una menuda roda (amb angle de gir limitat), un port i el logotip de Taito. Encara que podia jugar-se amb el comandament digital estàndard de NES, el joc òptim s'aconseguia amb el Vaus Controller.
Arkanoid continua sent un joc molt popular, i és clonat freqüentment per a títols de freeware i shareware. La majoria d'empreses també ho han clonat habitualment per a les seues màquines. No obstant això, Arkanoid o les seues seqüeles no apareixen en cap de les recents recopilacions Taito Memories o Taito Legends, possiblement a causa d'accions legals d'Atari.